# Contea di Rosebud
La contea di Rosebud (in inglese Rosebud County) è una contea del Montana, negli Stati Uniti. Il suo capoluogo amministrativo è Forsyth.

## Storia
La contea di Rosebud venne istituita nel 1901 da una parte della contea di Custer e prende il suo nome dal fiume Rosebud. La zona attorno a questo fiume in passato venne occupata da commercianti di pellicce e venne anche attraversata dalla spedizione esplorativa di William Clark nel 28 luglio del 1806. Fu sempre vicino a questo fiume che il Generale Custer si accampò prima della sua famosa sconfitta di Little Big Horn nel 1876.

## Geografia fisica
La contea ha un'area di 13.020 km² di cui lo 0,29% è coperto d'acqua. Nell'area si trova la riserva indiana dei Cheyenne. Confina con le seguenti contee:
- Contea di Garfield - nord
- Contea di Custer - est
- Contea di Powder River - sud-est
- Contea di Big Horn - sud
- Contea di Treasure - ovest
- Contea di Yellowstone - ovest
- Contea di Musselshell - ovest
- Contea di Petroleum - nord-ovest

### Evoluzione demografica

Situazione demografica

## Città principali
- Ashland
- Birney
- Colstrip
- Forsyth
- Lame Deer

## Aree non incorporate
- Rosebud

## Strade principali
- Interstate 94
- U.S. Route 12
- U.S. Route 212
- Montana Highway 39

## Musei
- Rosebud County Pioneer Museum, su visitmt.com. URL consultato il 17 giugno 2007 (archiviato dall'url originale il 27 settembre 2007).
- Schoolhouse History & Art Center, su schoolhouseartcenter.com. URL consultato il 17 giugno 2007 (archiviato dall'url originale il 29 giugno 2007).